# Shimogamonishi-dōri
Le Shimogamonishi-dōri (下鴨西通, Shimogamonishi-dōri) est une voie de l'est de Kyoto, dans l'arrondissement de Sakyō. Orientée nord-sud, elle commence au jardin botanique de Kyōto et termine au pont Demachi, avant le delta du fleuve Kamo, qu'elle longe sur la rive est. Avec le Shimogamonaka-dōri, le Shimogamohon-dōri et le Shimogamohigashi-dōri, elle fait partie des quatre rues de Shimogamo (ja).

## Description

### Situation

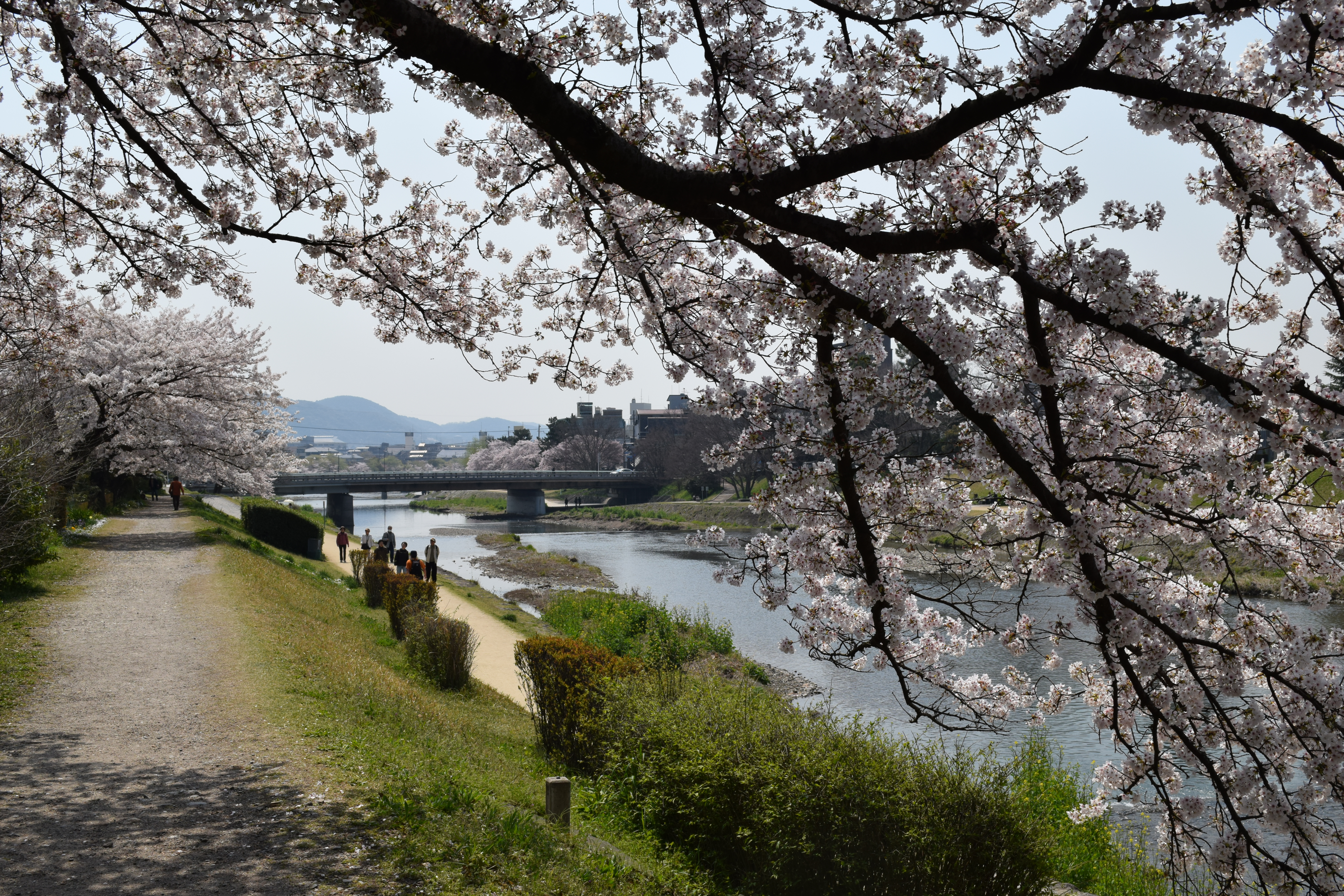
Le fleuve Kamo vu depuis sa rive est, près de Shimogamonishi-dōri.

Shimogamonishi-dōri est une rue de l'ouest de l'arrondissement de Sakyō. Elle commence au jardin botanique de Kyōto et passe par Kitaōji-dōri, Kuramaguchi-dōri et finalement Shimogamohon-dōri avant de terminer au pont Demachi, près du delta du fleuve Kamo, à la confluence du Kamo et du fleuve Takano (en). Elle longe sur toute sa longueur le fleuve Kamo. Elle suit Shimogamonaka-dōri (下鴨中通) à l'est et précède Kamo-kaidō (加茂街道) à l'ouest, de l'autre côté du Kamo.
Plusieurs ponts permettent de franchir le Kamo depuis Shimogamonishi-dōri, comme le pont Kitaōji (北大路橋), le pont Izumoji (出雲路橋), le pont Aoi (葵橋) et finalement le pont Demachi (出町橋).

Quelques ponts commençant à Shimogamonishi-dōri
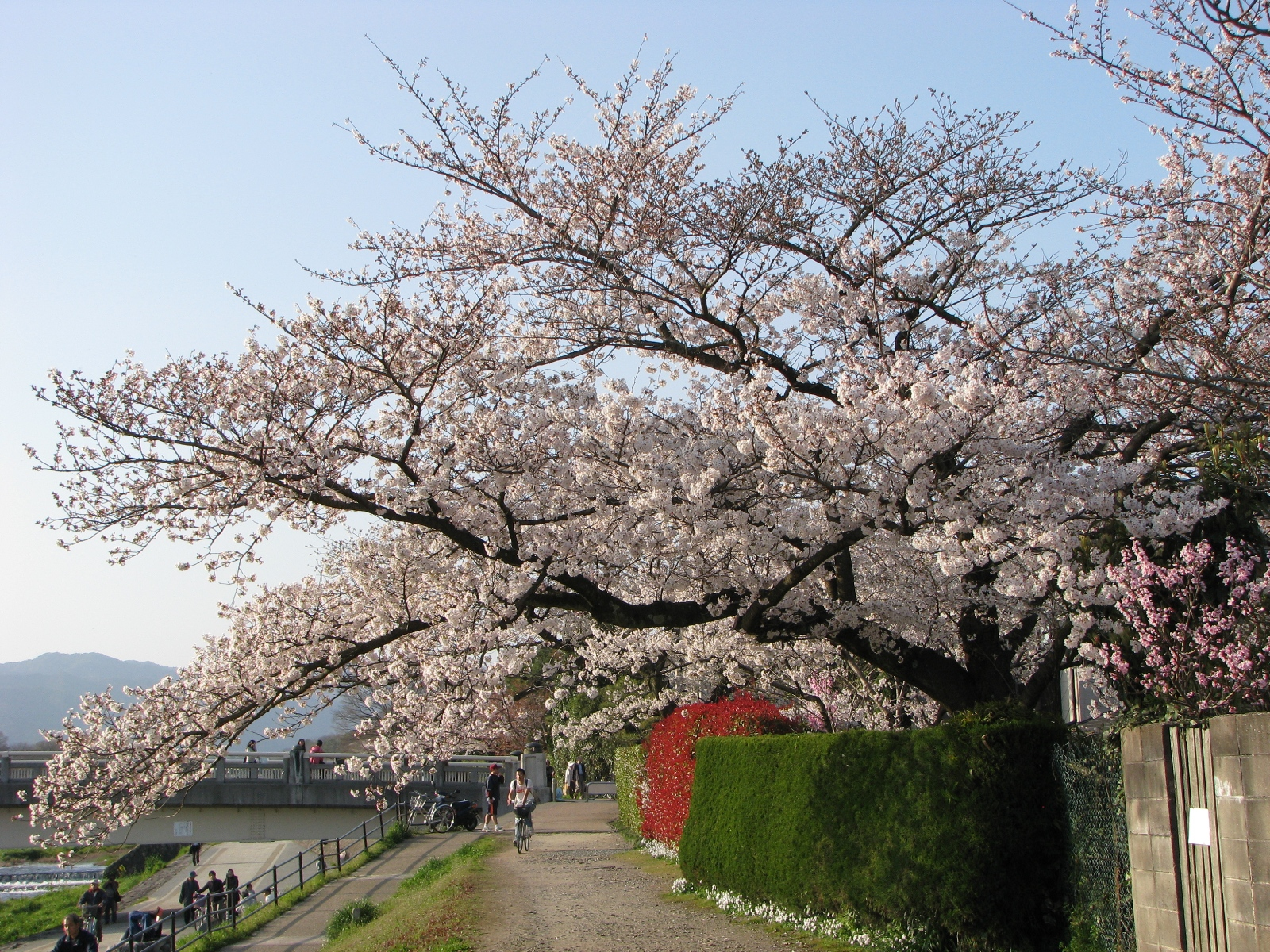
Pont Izumoji
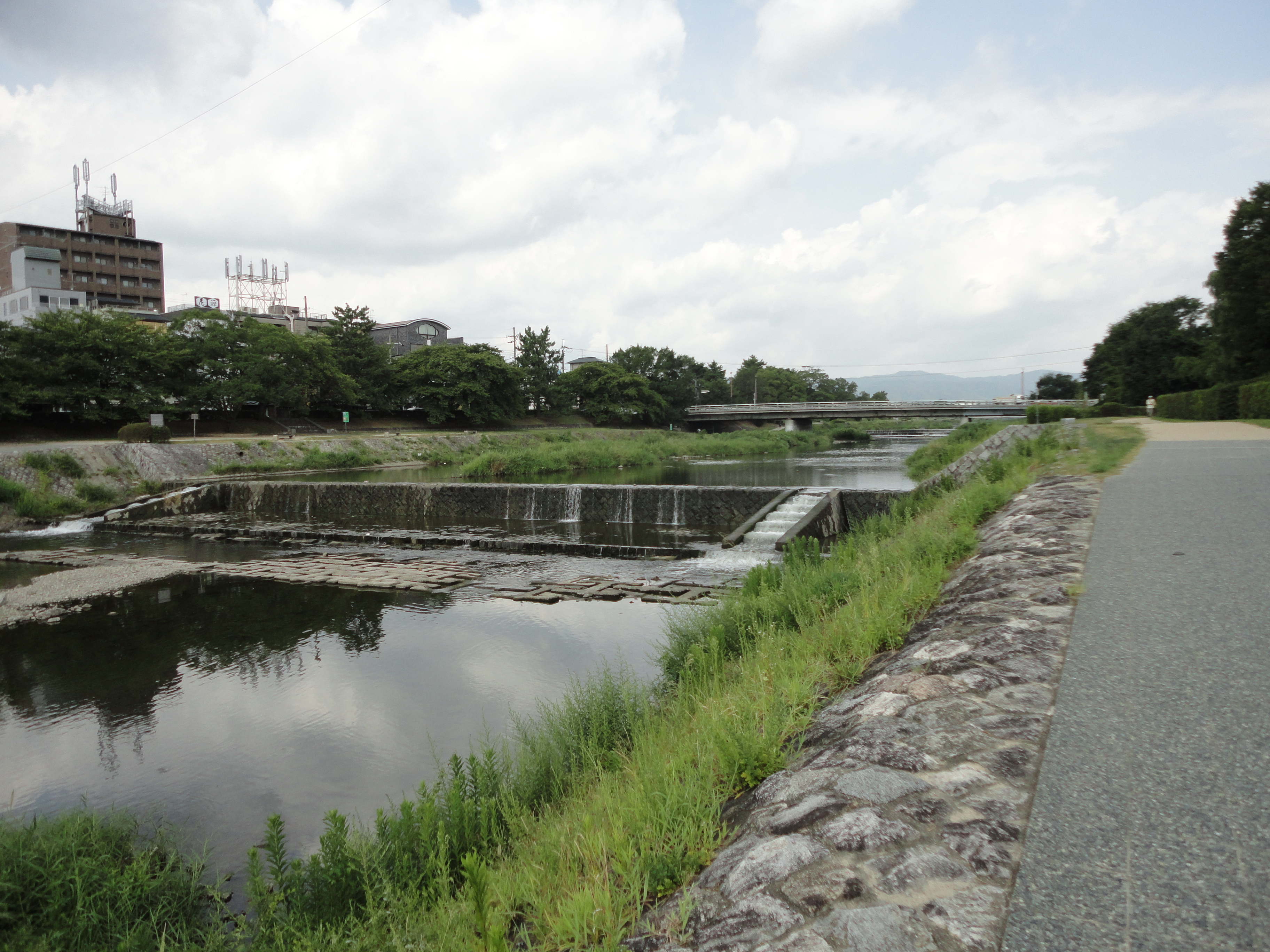
Pont Aoi
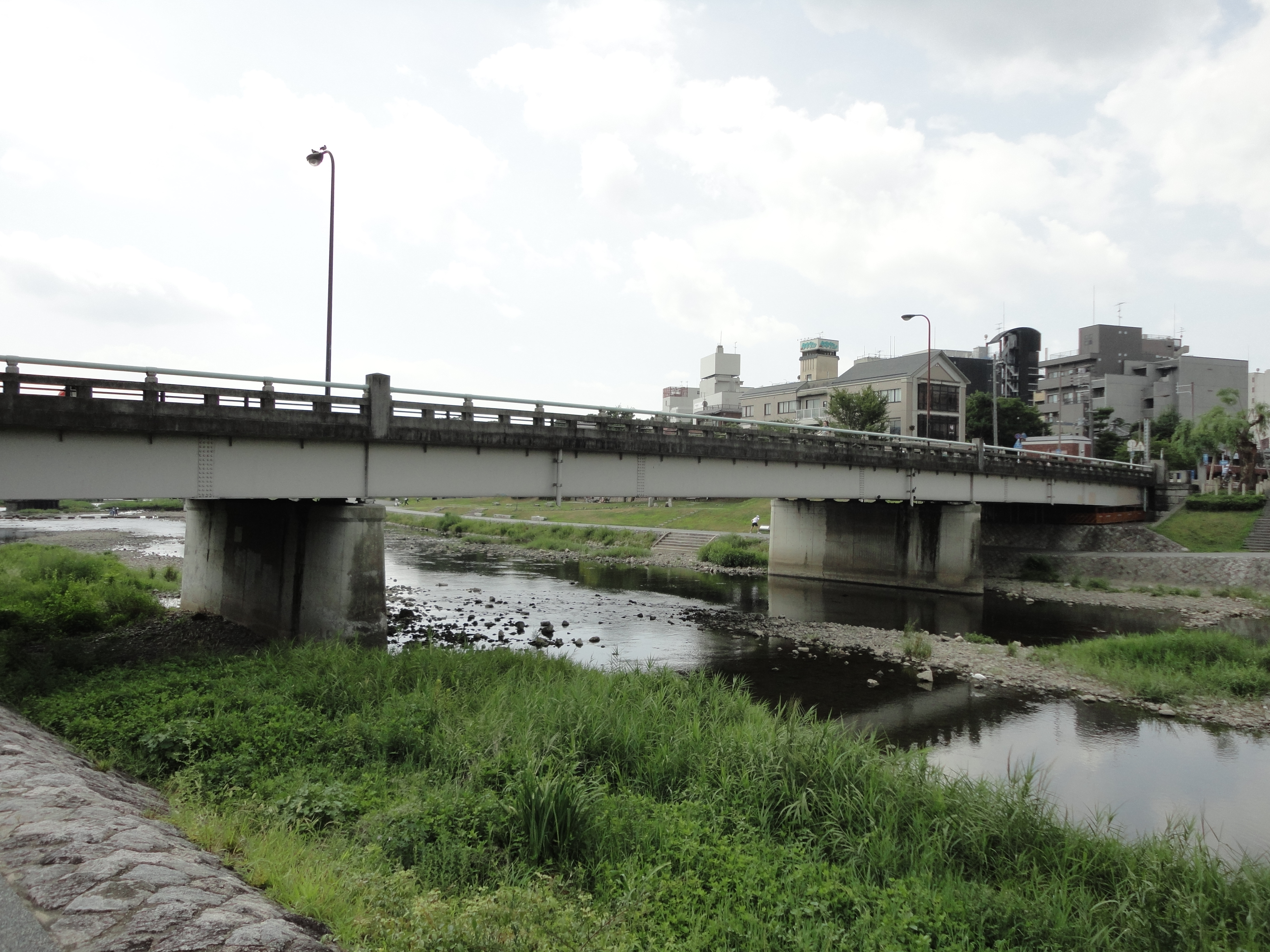
Pont Demachi

Selon certaines sources, la rue commencerait à Kitaōji-dōri et terminerait à Shimogamohon-dōri. La circulation se fait dans les deux sens et la rue fait environ 1 800 mètres de long.

### Voies rencontrées
Du nord au sud, en sens unique. Les voies rencontrées de la droite sont mentionnées par (d), tandis que celles rencontrées de la gauche, par (g). Seules les rues ayant un nom sont listées.
1. Kitaōji-dōri (北大路通)
2. (g) Shirakawasosui-dōri (白川疎水通) / Kitashirakawasosui-dōri (北白川疎水通)
3. (g) Matsugasaki-dōri (ja) (松ヶ崎通)
4. Kuramaguchi-dōri (鞍馬口通)
5. Shimogamohon-dōri (下鴨本通)
6. Yanagi-dōri (柳通)

### Transports en commun
Les bus du réseau d'autobus de Kyoto (ja) passent brièvement sur la rue entre le pont Demachi et Shimogamohon-dōri. Les arrêts les plus proches sont Shin-Aoibashi (新葵橋, lignes 1, 4, 205), au carrefour de Shimogamonishi et Shimogamohon, Izumoji-bashi (出雲路橋, ligne 37), au carrefour de Kuramaguchi et Kamo-Kaidō, et Jardin botanique (植物園前, lignes 1, 204, 205, 206, Nord8), au carrefour de Shimogamonishi et Kitaōji.

## Odonymie
Le nom de la rue signifie « Shimogamo (下鴨) ouest (西) », en référence à sa position dans le secteur éponyme, lui-même venant du sanctuaire shinto Shimogamo-jinja.

## Histoire
Shimogamonishi-dōri est une rue récente de Kyoto, ayant seulement apparu au XXe siècle. Jusqu'à l'ère Meiji (1868-1912), le secteur était principalement agricole et peu d'habitations y étaient situées, les terres appartenant au sanctuaire shinto Shimogamo-jinja (下鴨神社). La rue apparaît entre 1912 et 1922, et le nom est utilisé dès 1935. Durant l'ère Shōwa (1926-1989), avec l'ouverture de Kitaōji-dōri et l'apparition du premier tramway de Kyoto (de), de nombreuses institutions scolaires et le jardin botanique ouvrent, accélérant le développement de la rue. Shimogamohon-dōri fait partie d'un nouveau quartier résidentiel du nord de la ville, avec des rues créées dans un plan quadrillé. Peu après le séisme de 1923 du Kantō, les studios de Shōchiku déménagent sur la rue aux studios de Shimogamo (下加茂撮影所), et y restent jusqu'en 1974, après quoi ils sont déménagés à l'ouest de la ville, dans le secteur d'Uzumasa. Dû à sa proximité au fleuve, la rue a vu de nombreuses résidences de personnes fortunées locales apparaître, et a donc été surnommée « rue des Chefs d'entreprises » (社長通り),,. Autrefois la rue principale du secteur Shimogamo, Shimogamonishi-dōri a depuis perdu de l'importance au profit de Shimogamohon-dōri.

## Patrimoine et lieux d'intérêt
Au sud de la rue, se trouve le parc du delta du Kamo, le parc Aoi (葵公園). Au carrefour avec Shimogamohon se trouve du côté est le tribunal de la famille de Kyoto (ja) (京都家庭裁判所). Au sud de Kuramaguchi, se trouve l'école primaire Shimogamo (京都市立下鴨小学校), fondée en 1873 dans ce qui était alors encore le village de Shimogamo.  Entre Shimogamohon et Kuramaguchi, plusieurs grandes résidences de personnes fortunées sont alignées sur la rue. Le nord de la rue est un secteur où sont situés plusieurs domaines résidentiels encore plus grands que ceux entre Shimogamohon et Kuramaguchi. Après Kuramaguchi, la rue rencontre les rues Shirakawasosui-dōri (白川疎水通) et Kitashirakawasosui-dōri (北白川疎水通), qui sont en fait les restants d'une partie du canal du lac Biwa se jetant dans le Kamo, qui continue d'exister dans le terre-plein central des deux rues, couvert par un ponceau. Après Kitaōji, on peut voir du côté est la confiserie Chōseidō (長生堂), ouverte depuis 1919. La rue finit devant le jardin botanique de Kyōto.
La procession du festival Mikage-matsuri (御蔭祭) passe sur la rue chaque année.

Quelques lieux d'intérêts
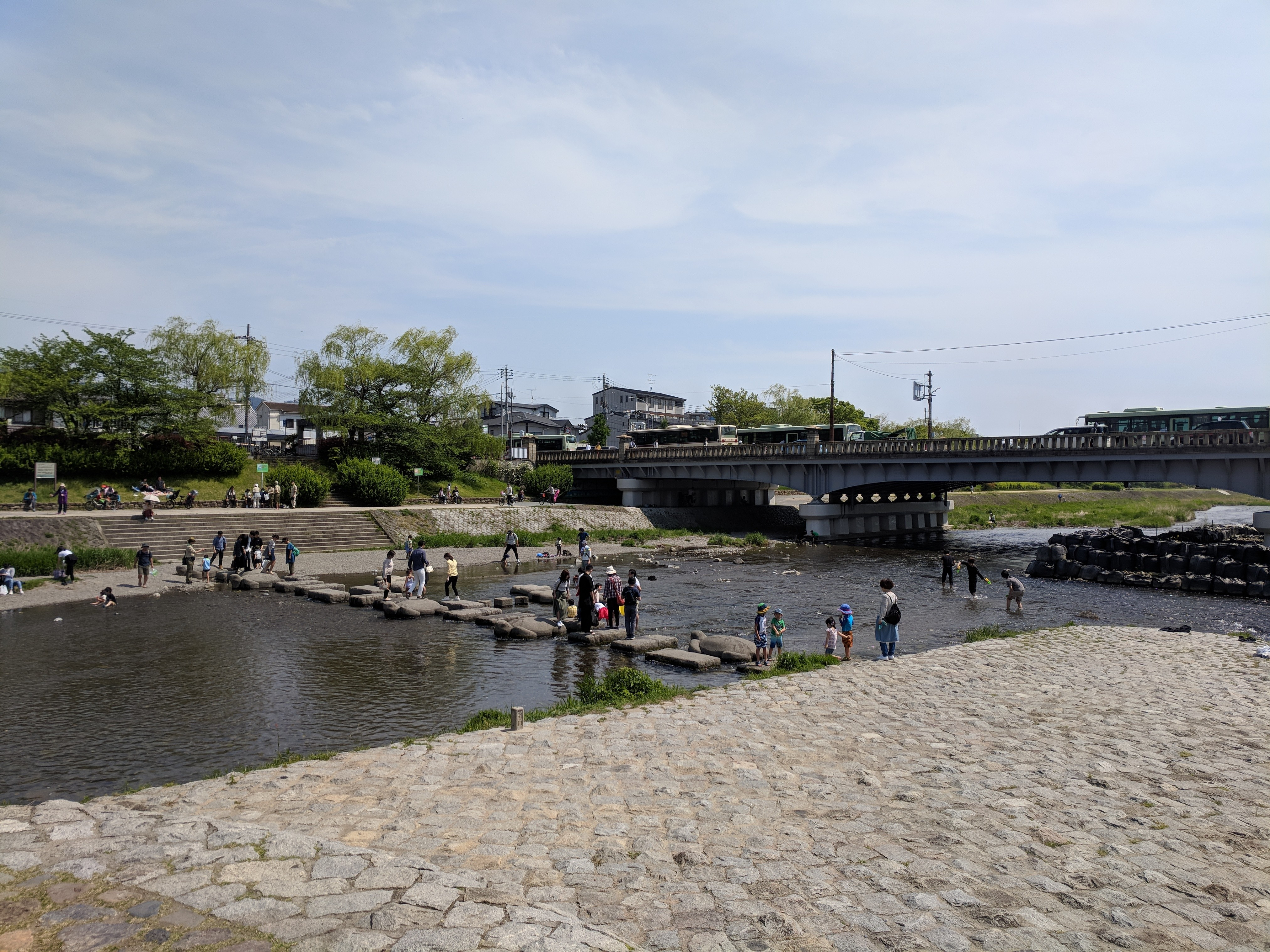
Pierres de gué sur le Kamo à partir du parc Aoi.
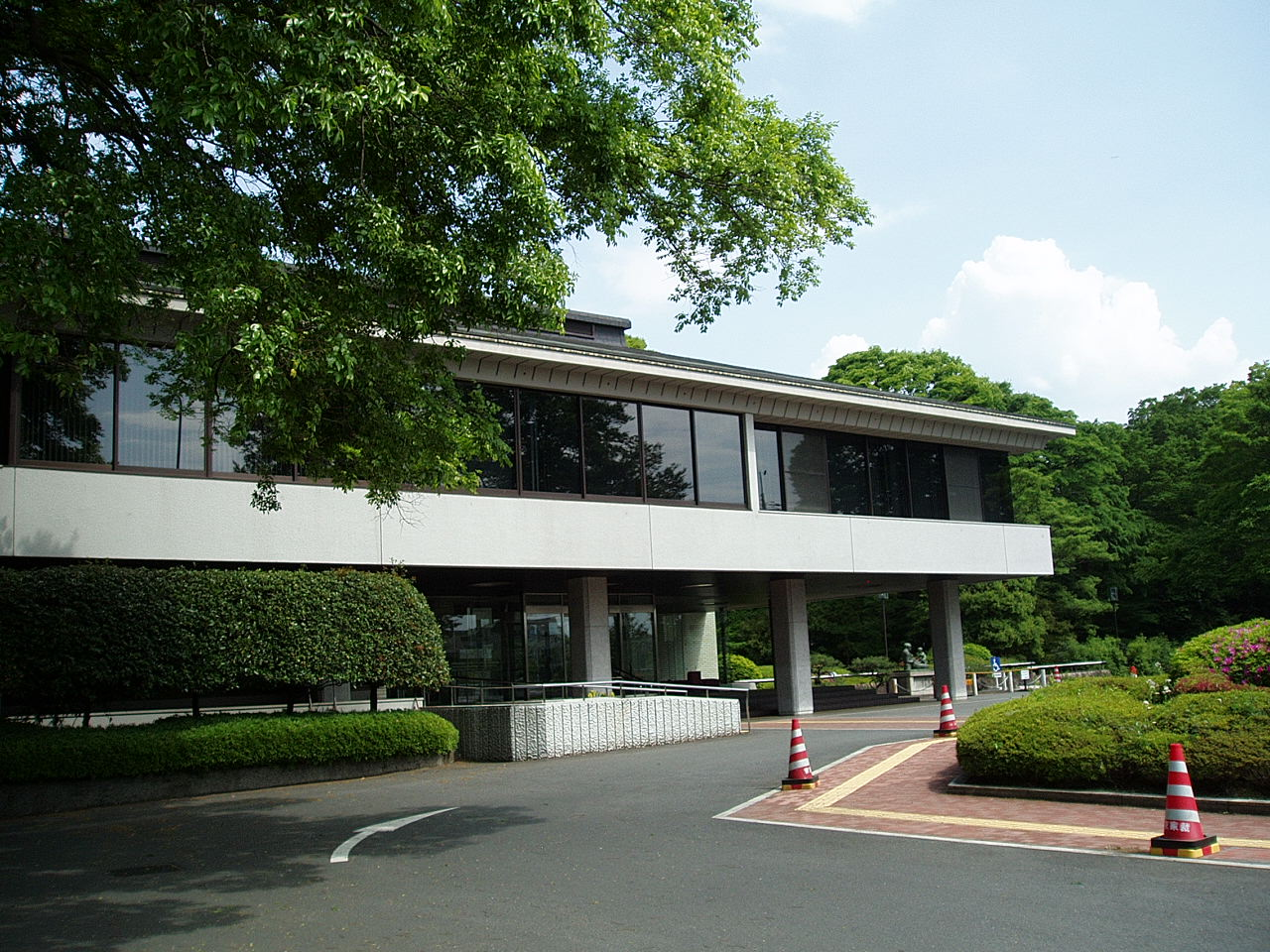
Tribunal de la famille de Kyoto
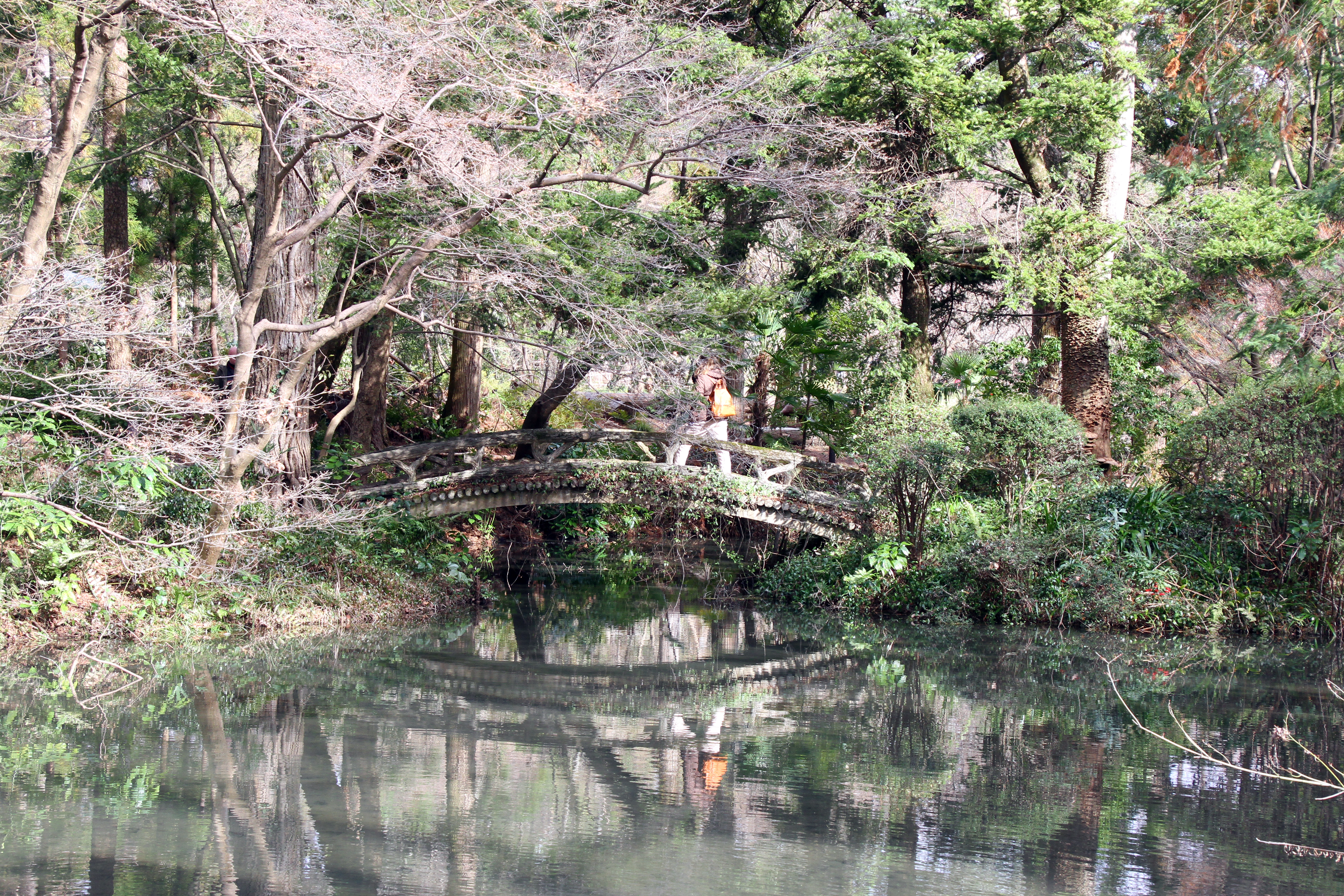
Jardin botanique de Kyoto